# Долі Ахтер
Долі Ахтер (15 січня 1986) — бангладеська плавчиня.
Учасниця Олімпійських Ігор 2000, 2004, 2008 років.
Призерка Азійських ігор 2004 року.